# Roxanne Pallett
Roxanne Pallett (ur. 26 grudnia 1982 w Carlisle) – angielska aktorka, najbardziej znana z roli Jo Sugden w operze mydlanej ITV, Emmerdale. W styczniu 2006 roku wystąpiła w Soapstar Superstar (Jak Oni śpiewają).

## Życie osobiste
Pallett urodziła się i wychowała w Carlisle, z jej matką i babcią, gdzie uczęszczała do Robert Ferguson Primary School i Trinity School.

## Kariera
Po ukończeniu kulturoznawstwa na Liverpool John Moores University, była członkiem założycielem zespołu Urban Angel. Po podpisaniu umowy z producentem muzycznym, Pallett postanowiła kontynuować karierę aktorską. W 2005 r. Pallett zagrała pierwszą rolę Jo Stiles w Emmerdale. W styczniu 2006 roku wystąpiła w programie rozrywkowym Soapstar Superstar, kończąc na czwartym miejscu. Pallett została nominowana do nagrody za najlepszą aktorkę w British Soap Awards 2008 i TV Quick Awards 2008 w sierpniu 2008, zaś potwierdziła, że należy do publicznej kampanii schronienia dla kobiet, która zachęca kobiety, aby zwrócić uwagę na wczesne oznaki przemocy ich partnerów. W 2018 wzięła udział w reality show Celebrity Big Brother, co zakończyło jej karierę.
Pallett wzięła udział w czwartej serii Dancing On Ice (Gwiazdy tańczą na lodzie), która rozpoczęła się 11 stycznia 2009. Profesjonalnym partnerem Pallett był Daniel Whiston.